# Besleria connata
Besleria connata är en tvåhjärtbladig växtart som beskrevs av Conrad Vernon Morton. Besleria connata ingår i släktet Besleria och familjen Gesneriaceae. Inga underarter finns listade i Catalogue of Life.